# Albert D’Souza

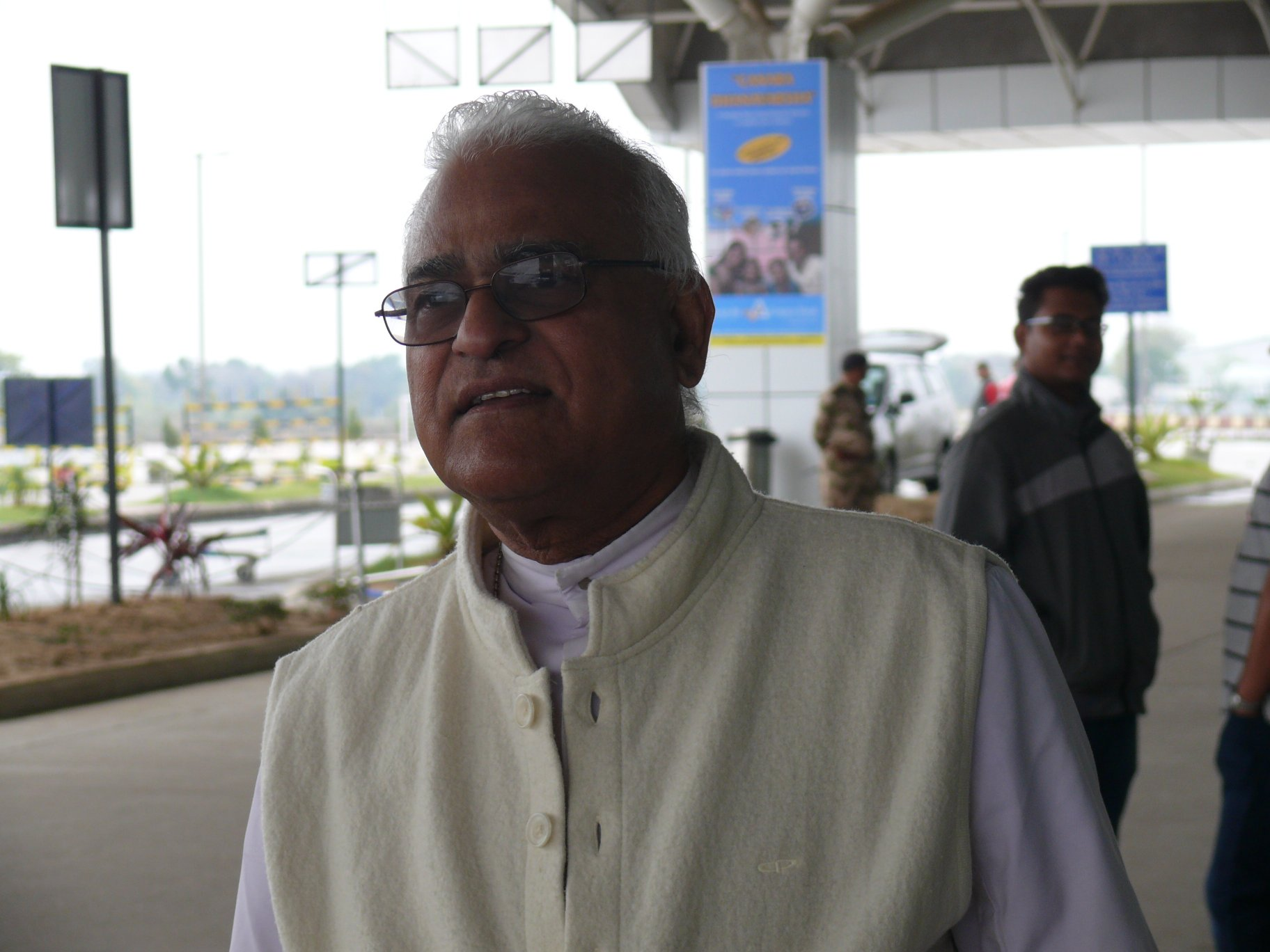
Albert D’Souza

Albert D’Souza (* 4. August 1945 in Moodubelle) ist ein indischer Geistlicher und emeritierter römisch-katholischer Erzbischof von Agra.

## Leben
Albert D’Souza empfing am 8. Dezember 1974 die Priesterweihe.
Papst Johannes Paul II. ernannte ihn am 21. November 1992 zum Bischof von Lucknow. Der Apostolische Pro-Nuntius in Indien und Nepal, Erzbischof Georg Zur, spendete ihm am 7. Februar des nächsten Jahres die Bischofsweihe; Mitkonsekratoren waren Cecil DeSa, Erzbischof von Agra, und Alphonsus Flavian D’Souza SJ, Bischof von Raiganj.
Papst Benedikt XVI. ernannte ihn am 16. Februar 2007 zum Erzbischof von Agra.
Am 12. November 2020 nahm Papst Franziskus seinen altersbedingten Rücktritt an.